# Renata Czekalska
Renata Czekalska (ur. 1966) – orientalistka, literaturoznawczyni, dr hab. nauk humanistycznych w dyscyplinie kulturoznawstwo (specjalność: studia azjatyckie), zajmująca się dziedzictwem kulturowym Azji; profesor nadzwyczajny w Instytucie Bliskiego i Dalekiego Wschodu Uniwersytetu Jagiellońskiego,  kierownik Zakładu Korei.

## Działalność naukowa
Jest jednym z nielicznych w Polsce tłumaczy z języka hindi. Specjalizuje się we współczesnej poezji hindi, a także w teorii i historii literatury w tym języku.
W 1996 obroniła na Wydziale Filologicznym Uniwersytetu Jagiellońskiego pracę doktorską pt. Elementy struktur analogii i podobieństw w eksperymentalnej poezji hindi i polskiej poezji awangardowej. Na przykładzie antologii „Tar Saptak” i wierszy polskich poetów awangardowych.
Stopień doktora habilitowanego uzyskała w 2015 roku na Wydziale Filologicznym Uniwersytetu Łódzkiego, na podstawie pracy Wartości autoteliczne w kulturze symbolicznej. Na przykładzie indyjsko-polskich spotkań literackich.
Wyróżniona odznaką „Zasłużony dla Kultury Polskiej”. W 2021 odznaczona Brązowym Krzyżem Zasługi.

## Ważniejsze publikacje

### Monografie naukowe
- 2008: Rodowody nowoczesnej poezji hindi, ISBN 978-83-7188-117-6.
- 2009: Traktat o sztuce celebracji, ISBN 978-83-233-2867-4.
- 2013: Wartości autoteliczne w kulturze symbolicznej. Na przykładzie indyjsko-polskich spotkań literackich, ISBN 978-83-7638-361-3.
- 2017: A Mandala of Words. Cultural Realities in the Poems of Ashok Vajpeyi, ISBN 978-3-631-70856-9.
- 2018: शब्दों का मण्डल: अशोक वाजपेयी की कविताओं की सांस्कृतिक वास्तविकताएँ, ISBN 978-93-87462-63-2.
- 2024: Indian Traces in Korean Culture. The Legend and Beyond, https://doi.org/10.4324/9781003484844

### Tłumaczenia
- 2000: Metafory, wybór wierszy Aśoka Wadźpeji, wybór, opracowanie i przekład z języka hindi
- 2001: W środku życia, wybór wierszy Tadeusza Różewicza (dwujęzyczny, wspólnie z Aśokiem Wadźpeji)
- 2002: Obszar pamięci, wybór wierszy Zbigniewa Herberta (dwujęzyczny, wspólnie z Aśokiem Wadźpeji)
- 2003: Dom otwarty, wybór wierszy Czesława Miłosza (dwujęzyczny, wspólnie z Aśokiem Wadźpeji)
- 2004: Może być bez tytułu, wybór wierszy Wisławy Szymborskiej (dwujęzyczny, wspólnie z Aśokiem Wadźpeji)
- 2008: Gramatyka wyobraźni, wybór wierszy Aśoka Wadźpeji, wybór, opracowanie i przekład z języka hindi